# Даленцинко
Даленцинко (пол. Dalęcinko) — село в Польщі, у гміні Щецинек Щецинецького повіту Західнопоморського воєводства.